# Institut belge des hautes études chinoises
Das Institut belge des hautes études chinoises (IBHEC, dt.: „Belgisches Institut für Chinesische Höhere Studien“, niederländisch Belgisch instituut voor hogere Chinese studiën) ist eine belgische Forschungseinrichtung, deren Aufgabe die Förderung des Studiums der Geschichte und Zivilisation Chinas ist. Das Institut wurde 1929 gegründet und hat seinen Sitz in Brüssel am Musées royaux d’art et d’histoire (MRAH).

## Geschichte
Das Institut wurde 1929 mit Geldern der so genannten „Boxer-Entschädigung“ («l’indemnité des Boxers»), welche China in Folge des Boxeraufstands 1900 gezahlt hatte. Am 8. August 1929 wurde das Institut durch Bruno Belpaire, Jules Bommer, Fernand Buckens, Jean Capart, Carl Hentze, dem General Raoul Pontus, Adolphe Spruyt, Adolphe Stoclet,  Marthe Van Bomberghen und Louis Van Hee gegründet.

## Präsidenten
- 1929–1947: Raoul Pontus
- 1947–1964: George Theunis
- 1964–1972: Henri Lavachery
- 1972–1978: Paul Rouffart
- 1978–1984: René de Roo
- 1984–1996: Henry Maertens de Noordhout
- 1996–2000: Pierre Willockx
- 2001–2008: Claire Kirschen
- 2008–2014: Alain Dambremez
- 2014: Ilse Timperman
- 2015–2016: Claire Kirschen
- 2016–: Pierre Bernard

## Bibliothek
Ein Schwerpunkt des Instituts war seit seiner Gründung der Aufbau einer Sinologie-Bibliothek. Die Sammlungen der Société d’études sino-belge, deren Bibliothek und Archive dauerhaft im IBHEC hinterlegt sind, bilden die Grundlage der Institutsbibliothek. Neben einer Sammlung von Dokumentar- und Fotoarchiven, einer Sammlung von Monographien und Zeitschriften in westlichen Sprachen besaß dieser Verein dank Lu Zhengxiang (陸徵祥, Lou Tseng-Tsiang, 1870–1949), seit 1914 die monumentale kaiserliche Enzyklopädie Gujin tushu jicheng (古今圖書集成). Diese Enzyklopädie wurde jedoch bei einem Brand 1946 zerstört, der einen Flügel des MRAH in Schutt und Asche legte.
Die Bestände der Bibliothek wurden im Juli 1984 weiter erheblich vergrößert, als Jiang Fucong (蔣復璁, 1898–1990), der ehemalige Direktor der Nationalbibliothek Taiwan (國家圖書館) in Taipei, 1500 Bände der Neuauflage des Siku Quanshu schenkte und es damit für belgische Forscher und Sinologen verfügbar machte.
Die Königlichen Museen für Kunst und Geschichte tragen ebenfalls zu den Sammlungen der Bibliothek bei, indem sie Werke aus den Bereichen Kunst und Archäologie erwerben, die mit den chinesischen Sammlungen des Museums verknüpft sind. Die Bibliothek ist eine der drei wissenschaftlichen Bibliotheken des RMAH.

## Mélanges chinois et bouddhiques
Die Veröffentlichungsreihe Mélanges chinois et bouddhiques (MCB, dt.: Chinesisches und Buddhistisches Vermischtes) wurde 1931 in Form einer revue périodique von Louis de La Vallée Poussin (1869–1938) begründet, welcher bis zu seinem Tod deren treibende Kraft blieb. Nach dem Zweiten Weltkrieg wurden die Mélanges unter der Leitung von Étienne Lamotte (1903–1983) als Reihe von Monographien weitergeführt. Anschließend übernahm Hubert Durt (1936–2018) die Leitung und fungierte mehr als vierzig Jahre lang als Chefredakteur. Heute besteht das Redaktionskomitee aus: Bart Dessein (Universität Gent); Robert Duquenne (EFEO); Vincent Durand-Dastès (Inalco); Vanessa Frangville (Université libre de Bruxelles, ULB); Françoise Lauwaert (ULB); Jean-Marie Simonet (Königliche Museen für Kunst und Geschichte) und Willy Vande Walle (Katholieke Universiteit Leuven).